# Melvin Landerneau
Melvin Landerneau (Le Lamentin, Martinica, 28 de septiembre de 1997) es un deportista francés que compite en ciclismo en la modalidad de pista.
Ganó una medalla de plata en el Campeonato Mundial de Ciclismo en Pista de 2022 y seis medallas en el Campeonato Europeo de Ciclismo en Pista entre los años 2019 y 2024.

## Medallero internacional
| Campeonato Mundial | Campeonato Mundial       | Campeonato Mundial | Campeonato Mundial    |
| Año                | Lugar                    | Medalla            | Competición           |
| ------------------ | ------------------------ | ------------------ | --------------------- |
| 2022               | Saint-Quentin (Francia)  | Medalla de plata   | 1 km contrarreloj     |
| Campeonato Europeo |                          |                    |                       |
| Año                | Lugar                    | Medalla            | Competición           |
| 2019               | Apeldoorn (Países Bajos) | Medalla de bronce  | Velocidad por equipos |
| 2022               | Múnich (Alemania)        | Medalla de plata   | Velocidad por equipos |
| 2022               | Múnich (Alemania)        | Medalla de oro     | 1 km contrarreloj     |
| 2022               | Múnich (Alemania)        | Medalla de bronce  | Keirin                |
| 2023               | Grenchen (Suiza)         | Medalla de bronce  | Velocidad por equipos |
| 2024               | Apeldoorn (Países Bajos) | Medalla de bronce  | 1 km contrarreloj     |

1. 1 2  Compitió en la ronda de clasificación.